# Dimetrodon limbatus
Dimetrodon limbatus — вид пелікозаврів родини Sphenacodontidae, що жив у пермському періоді. Вид описаний у 1877 році Едвардом Дрінкером Коупом. Спочатку вид був віднесений до роду Clepsydrops, лише у 1940 році палеонтологи Альфред Ромер і Левеллін Айвор Прайс переведений до роду Dimetrodon. Типовий зразок виду знайдений у штаті Іллінойс, проте найбільше зразків знайдено у Техасі.